# Rhythmogenese der Atmung
Atmungsbewegungen werden durch die rhythmische Tätigkeit von respiratorischen Neuronen in der Medulla oblongata (verlängertes Mark) gesteuert. Der Ablauf der Rhythmogenese ist autonom. Sie muss aber an die Bedürfnisse des Organismus angepasst werden (Modifikation beim Arbeiten, Sprechen, Schlucken, Husten, Niesen etc.). Die respiratorischen Neuronen bekommen Informationen von peripheren Rezeptoren (Sensoren) und zentralen Strukturen.
- Phasen der Atmungssteuerung:
  - Inspirationsphase:
    - Die Einatmungsmuskulatur wird durch Nervenimpulse zur Kontraktion veranlasst.

  - Postinspirationsphase:
    - Die neuronale Aktivierung der Einatmungsmuskulatur lässt nach. Somit wird eine passive Ausatmung ermöglicht.

  - Aktive Exspirationsphase:
    - In dieser Phase wird die Ausatmungsmuskulatur aktiviert.

## Atemfrequenz
Die Atembewegungen erfolgen während der Ruhephase beim Erwachsenen mit einer Frequenz von 10–20 Atemzügen pro Minute. Ein Atemzyklus dauert etwa 3–6 Sekunden. Davon entfällt auf die Einatmungsphase 1–2,5 Sekunden und auf die Ausatemphase 2–3,5 Sekunden. Die Atemfrequenz bei Kindern und Kleinkindern ist höher.

## Respiratorische Neurone
In einem neuronalen Netzwerk der Medulla oblongata entsteht der Atmungsrhythmus. Diese Neurone sind als ventrale respiratorische Gruppe (VRG) entlang dem Nucleus ambiguus angeordnet.
Hier sind drei Neuronenklassen verschaltet:
- I-Neurone (inspiratorische Neurone):
  - Sie feuern während der Einatmungsphase. Nach der Zeit ihrer Aktivität unterscheidet man vier Typen.
    - 1. Rampen-I-Neurone
      - Sie feuern während der gesamten Inspiration. Ihre Aktivität wächst „rampenförmig“ an.

    - 2. Prä-I-Neurone:
      - Sie feuern nur kurz vor und zu Beginn der Inspiration.

    - 3. Früh-I-Neurone:
      - Sie feuern während der frühen Inspiration.

    - 4. Spät-I-Neurone
      - Sie feuern in der späten Phase der Inspiration
- PI-Neurone (postinspiratorische Neurone):
  - Sie sind aktiv während der passiven Ausatmungsphase.
- E-Neurone (exspiratorische Neurone):
  - Sie entladen während der aktiven Ausatmungsphase.

## Rhythmische Aktivität
Die ventrale respiratorische Gruppe (VRG) wird durch die spontanaktive Formatio reticularis angetrieben.

## Störungen des Atemrhythmus
Störungen treten bei Herzinsuffizienzen, Lungenödemen, Fieber, Prozessen im Hirnstamm und bei psychischen Erkrankungen auf.
Kussmaul-Atmung
Vertiefte und beschleunigte Atmung; erstes Zeichen einer Azidose (Störung des Säure-Base-Haushaltes des Körpers z. B. bei Coma diabeticum oder Niereninsuffizienz)
Cheyne-Stokes-Atmung
Periodisches Anwachsen und Abfallen von Atembewegungen; in geringem Ausmaß ist dies im Schlaf und während des Aufenthaltes in großer Höhe normal. Bei verstärktem Auftreten kann dies ein Hinweis auf das Vorliegen einer Herzerkrankung sein. Ebenso kann eine solche Atmungsstörung bei Schlaganfällen oder bei Vergiftungen (z. B. Opiaten) auftreten.
Abgeflachte Atmung
Eine regelmäßige abgeflachte Atmung ist bei Gehirnerschütterung und Demyelinisierungserkrankungen zu beobachten.
Biot- oder ataktische Atmung
Unregelmäßige Atmung mit periodischen Aussetzern. Auftreten bei Hirnverletzungen im Bereich des Stammhirns, Meningitiden und erhöhtem Hirndruck
Apnoeperioden
Kurzzeitige Aussetzung der Atmung;
Bei Neugeborenen ist dies physiologisch. Langanhaltende Aussetzer können auf eine mangelnde Energieversorgung des Hirnstammes, unreifen oder pathologischen Regelmechanismus hinweisen.
Schnappatmung
Nur noch vereinzelte Atembewegungen. Gravierendes Zeichen für Störungen im respiratorischen Netzwerk

## Einatmung
Während der Einatmung steigt die Aktivität der Nn. phrenici und Nn. intercostales externi. Dies bewirkt die Kontraktion des Zwerchfells und somit die Absenkung der Zwerchfellkuppel. Gleichzeitig wird der Brustkorb durch die externen Interkostalmuskeln erweitert.

## Postinspiration
Sobald die Kontraktion der inspiratorischen Interkostalmuskeln nachlässt, beginnt die Ausatemphase. Diese beginnt somit passiv. Nun werden die Stimmritzen verengt. Dies erfolgt durch eine stärkere Aktivierung der Adduktoren des Kehlkopfes. Folgende Muskeln sind daran beteiligt:
- M. crico-arytenoideus lateralis
- M. arytenoideus transversus

Durch die Verengung wird der Luftstrom während der Ausatmung gebremst und kann mittels der Stimmbänder zur Lautbildung (Phonation) genutzt werden.

## Aktive Ausatmung
Durch die Kontraktion der exspiratorischen Interkostalmuskeln (Mm. intercostalis interni) und der exspiratorischen Abdominal- und Lumbualmuskulatur (Mm. transversus und obliquus abdominis und M. quadratus lumborum) wird der Druck im Bauchraum erhöht. Dies bewirkt ein Anheben der Zwerchfellkuppe. Der dadurch entstandene Luftstrom ist stärker und somit schwerer kontrollierbar. Diese Muskelgruppen werden unter Ruhebedingungen selten genutzt. Erfolgt eine oberflächliche schnelle Atmung (Hecheln) besteht der Atemrhythmus aus zwei Phasen der Inspiration und der Postinspiration.

## Respiratorisches Netzwerk
In der ventralen respiratorischen Gruppe (VRG) der Medulla oblongata entsteht der Atemrhythmus. Entlang des Nucl. ambiguus bildet die VRG eine Gewebesäule. In dem Prä-Bötzinger-Komplex liegt das Atemzentrum. Hier entsteht die Grundaktivität der Bronchialmuskulatur.

## Netzwerkverschaltung
Das respiratorische Netzwerk wird aktiviert durch Zuflüsse vom retikulären aktivierenden System aus der Formatio reticularis. Durch Verbindungen zu anderen respiratorischen Neuronen kommt es zu erregenden und hemmenden postsynaptischen Potentialen. Auf diese Weise entwickelt sich eine periodische Oszillation des Membranpotentials.
Die I-Neurone, PI-Neurone und E-Neurone sind dem primären Netzwerk nachgeschaltet. Einige Neurone haben sowohl inspiratorischen und postinspiratorische Eigenschaften.